# Sorżyca
Sorżyca (biał. Соржыца) – wieś na Białorusi, centrum administracyjne sielsowietu Sorżyca w rejonie bieszenkowickim obwodu witebskiego.

## Geografia
Miejscowość położona jest nad jeziorem Astrawienskaje, 4 km od drogi magistralnej M3 (Witebsk – Mińsk), 16,5 km od centrum administracyjnego rejonu (Bieszenkowicze), 34 km od stolicy obwodu (Witebsk), 190 km od Mińska.

## Demografia
W 2018 r. miejscowość zamieszkiwało 37 osób.